# Низовицы
Низовицы — деревня в Гдовском районе Псковской области России. Входит в состав Самолвовской волости Гдовского района.
Расположена на юго-западе района на берегу реки Желча, в 20 км к северо-востоку от волостного центра Самолва, в 7,5 км к северо-востоку от деревни Ремда.

## Население
Численность населения деревни составляет на 2000 год — 67 человек.

## История
До 2005 года деревня входила в состав ныне упразднённой Ремдовской волости.